# 744 Aguntina
744 Aguntina eller 1913 QW är en asteroid i huvudbältet, som upptäcktes den 26 februari 1913 av den österrikiske astronomen Joseph Rheden i Wien. Den har fått sitt namn efter den romerska staden Aguntum.
Den har en diameter på ungefär 58 kilometer.